# Should Husbands Be Watched?
Should husbands be watched? è una comica muta del 1925 diretta da Leo McCarey con protagonista Charley Chase.
Il film fu distribuito il 14 marzo 1925.

## Trama
Il sig. Jump è entrato in possesso di qualche soldo e informa sua moglie che possono adesso assumere una domestica e non dovranno fare più alcun lavoro di casa. Circostanze portano la sig.ra Jump a sospettare che il sig. Jump stia impennando con la domestica.